# 捷發乾記茶莊
捷發乾記茶莊，是位於臺灣雲林縣西螺鎮的一處博物館，於民國九十六年（2007年）11月6日公告為歷史建築。該建築為許金在日治時期所建立的茶莊，其中延平路90號的部分在第二代分產後轉手他人，92號部分仍繼續經營茶莊直到民國七十八年（1989年）第三代許文銘轉行才結束營業。目前作為「西螺生態博物館」開放參觀。

## 沿革
捷發乾記茶莊的創始人為許金（1874-1938），其先祖曾於道光13年（1833年）自福建省泉州府晉江縣前山尾鄉渡海來到臺灣經商，後則落腳彰化縣西螺堡。題號許捷發號。並以茶葉買賣為最大生意。光緒13年（1887年），許金來臺投靠許捷發號親戚。並協助經營茶葉貿易。後因生意日益龐大而於臺中、嘉義、虎尾等城鎮設有分行名。在經營有成後，許金也陸續迎接親戚來臺居住。
捷發乾記所經營的茶莊早期主要做茶葉買賣，同時也兼賣文房四書，和洋紙、四書五經等漢冊。在建築則經歷經幾次改建。第一代店鋪在1895年乙未戰爭時，因雲林地區戰事焚毀，後在大正年間重建。昭和5年（西元1930年），許金於西螺街購買地，興建捷發乾記茶莊的第二、三進，後在昭和10年(1935)配合西螺市街改正計畫，許金再拆第一進店屋，改建成今店面樣貌，並更改店號為「捷發乾記茶莊」。在皇民化運動時期，因政策所限，該茶莊僅賣茶葉和蔬菜種籽。
第二次世界大戰結束後，西螺延平路的店舖群因西螺東市場的成立而蕭條，導致捷發乾記茶莊生意一落千丈。也使許家子孫遷移外地發展，茶莊最後在1989年因第三代經營者許文銘轉行而結束營業。2002年，基於保護建築物的文化與西螺歷史等價值，許家後人同意無償提供老屋作為「延平老街文化館」，並交由螺陽文教基金會進駐整修。協助整理茶莊相關歷史文物促進地方歷史工作的推展。
2007年，捷發乾記茶莊由雲林縣文化局登錄為歷史建築。建築修復工程於2013年8月完工，捷發乾記茶莊現由財團法人雲林縣螺陽文教基金會作為「西螺延平老街文化館」及「西螺旅遊服務中心」使用，並開放民眾參觀。 

## 建築設計

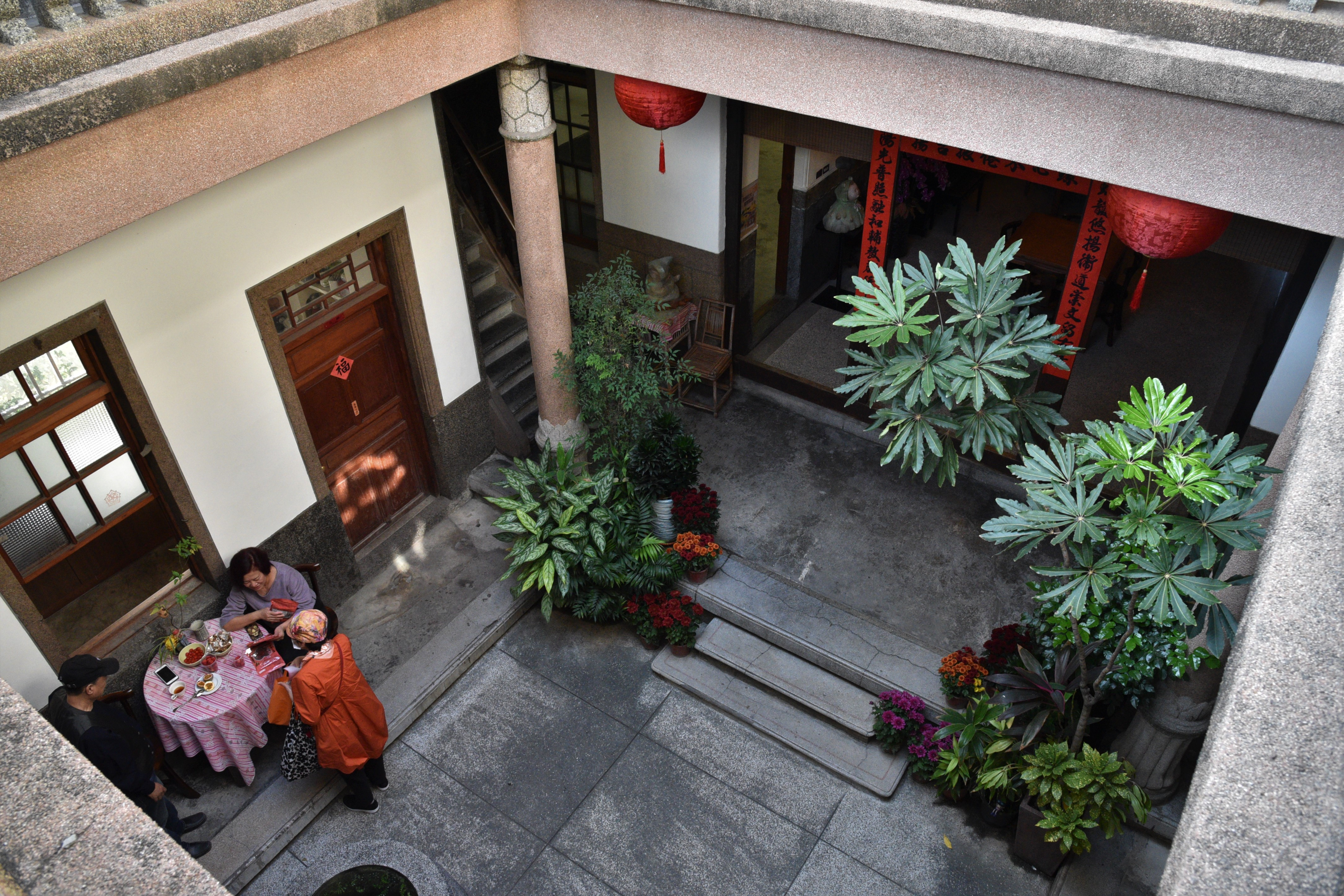
捷發乾記茶莊第三進的內景

捷發乾記茶莊佔地約209.8坪，樓板275.7坪，共前、中、後棟三座建築組成。前棟起建於西元1935年，為磚造木構隻三層樓建築。建築立面採取西方古典樣式，在細部結構的變化豐富，並在女兒牆、雨庇、陽台設有裝飾，其一樓作為店面空間使用，現存有木櫃展示茶罐，大錢櫃與長板凳，一、二樓的正中間則設有井網，能夠提供貨物進行上下運輸。
中棟為一層樓磚造建築，左側房間原為製茶烘培間使用，現為廖文毅展覽室；中側部分則為穿堂、儲茶間，現為延平老街文化館辦公室；右側為櫥浴設備。第三棟則為三開間二樓半建築，其結構由磚造和木構構。一樓大廳前銜掛「瑤林衍派」四字，是建築物落成之時西螺仕紳詹福壽所贈。第三晉是許家過去日常生活的聚會處所。除了增設供給家人居住的房間外，二樓則設有神明廳。另設有一處水井

## 另見
- 西螺老街
- 西螺東市場

## 外部連結
- 捷發乾記茶莊的Facebook專頁
- 捷發乾記茶莊 -文化部文化資產局 （页面存档备份，存于）
- 捷發乾記茶莊 -平原社區大學 （页面存档备份，存于）